# Diocesi di Shaoguan
La diocesi di Shaoguan (in latino: Dioecesis Sciaoceuvensis) è una sede della Chiesa cattolica in Cina suffraganea dell'arcidiocesi di Guangzhou. Nel 1950 contava 5.199 battezzati su 2.500.000 abitanti. La sede è vacante.

## Territorio
La diocesi comprende parte della provincia cinese di Guangdong.
Sede vescovile è la città di Shaoguan.

## Storia
Il vicariato apostolico di Shaozhou (Shaoguan o Shiuchow) fu eretto il 9 aprile 1920 con il breve Cum opitulante di papa Benedetto XV, ricavandone il territorio dal vicariato apostolico di Guangzhou (oggi arcidiocesi).
Primo vescovo di Shaoguan fu Luigi Versiglia, che assieme al sacerdote Callisto Caravario, furono fucilati da truppe irregolari il 25 febbraio 1930 e canonizzati da papa Giovanni Paolo II il 1º ottobre 2000.
L'11 aprile 1946 il vicariato apostolico è stato elevato a diocesi con la bolla Quotidie Nos di papa Pio XII.
Nel 2012 non si conoscono vescovi per questa sede.

## Cronotassi dei vescovi
Si omettono i periodi di sede vacante non superiori ai 2 anni o non storicamente accertati.
- San Luigi Versiglia, S.D.B. † (22 aprile 1920 - 25 febbraio 1930 deceduto)
- Ignazio Canazei, S.D.B. † (24 luglio 1930 - 12 ottobre 1946 deceduto)
- Michele Alberto Arduino, S.D.B. † (9 aprile 1948 - 21 ottobre 1962 nominato vescovo di Gerace-Locri)
  - Sede vacante
  - Xia Xue-qian † (24 gennaio 1962 consacrato - 1970 ? deceduto)

## Statistiche
La diocesi nel 1950 su una popolazione di 2.500.000 persone contava 5.199 battezzati, corrispondenti allo 0,2% del totale.
| anno | popolazione | popolazione | popolazione | presbiteri | presbiteri | presbiteri | presbiteri                | diaconi | religiosi | religiosi | parrocchie |
| anno | battezzati  | totale      | %           | numero     | secolari   | regolari   | battezzati per presbitero | diaconi | uomini    | donne     | parrocchie |
| ---- | ----------- | ----------- | ----------- | ---------- | ---------- | ---------- | ------------------------- | ------- | --------- | --------- | ---------- |
| 1950 | 5.199       | 2.500.000   | 0,2         | 23         | 3          | 20         | 226                       |         |           | 29        |            |